# St. Donatus (Landsweiler)

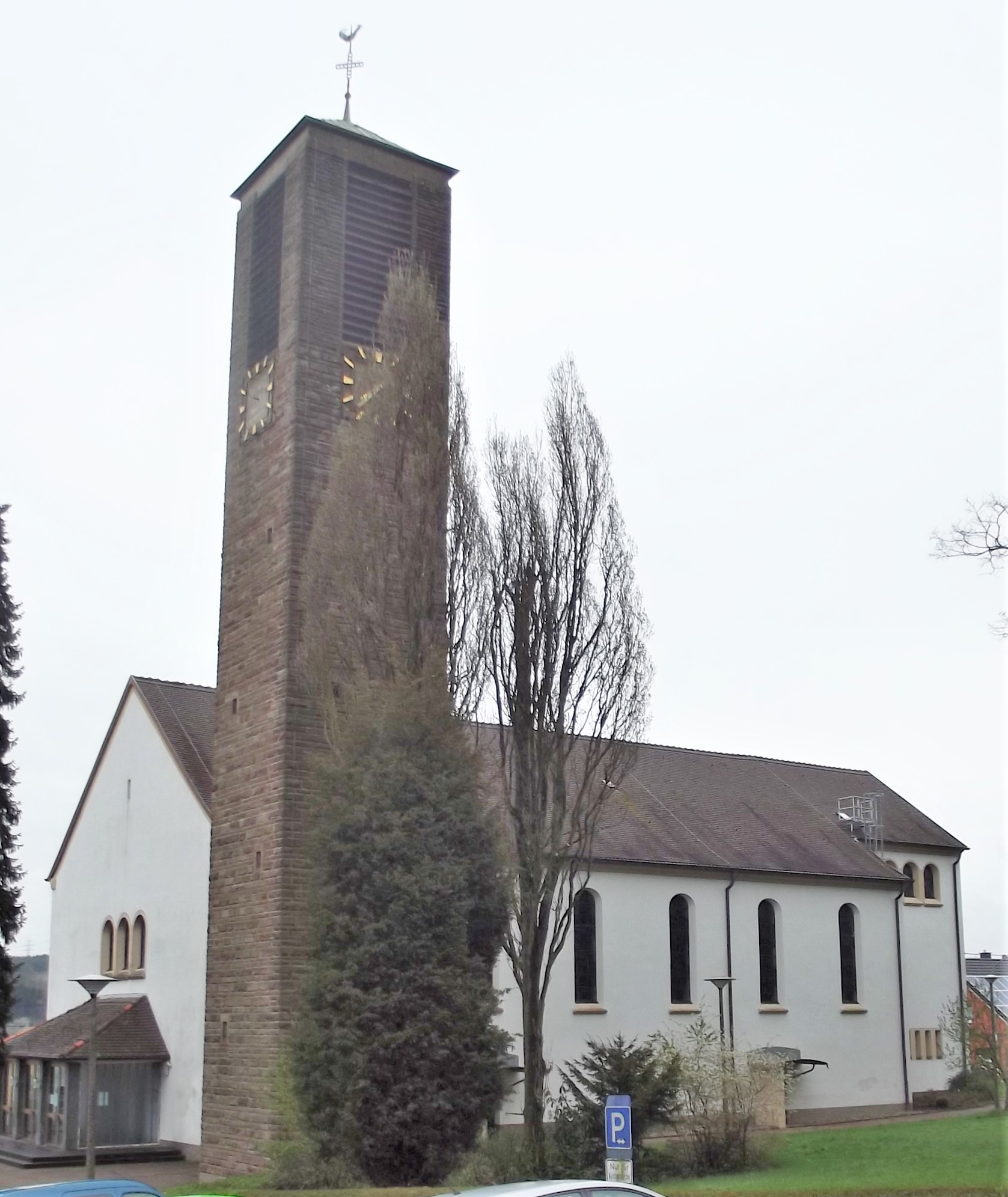
St. Donatus in Landsweiler

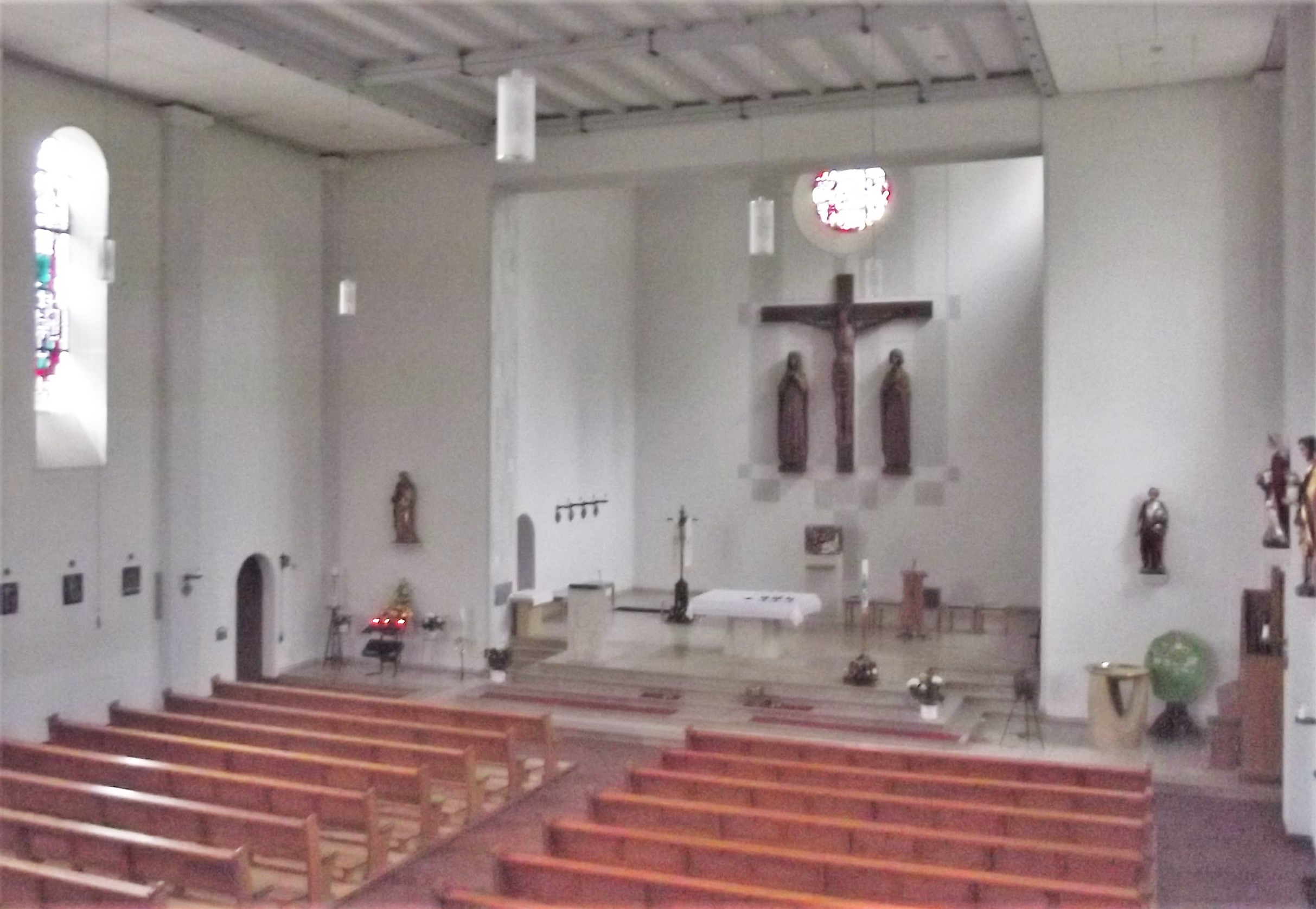
Blick ins Kircheninnere

St. Donatus ist eine römisch-katholische Pfarrkirche im Ortsteil Landsweiler der Stadt Lebach.

## Geschichte
In der ersten Hälfte des 19. Jahrhunderts kam in der Landsweilerer Bevölkerung der Wunsch nach einer eigenen Kirche auf. Der Wunsch wurde 1832 erfüllt und eine Kapelle in Form eines Chores an das Schulhaus angebaut. Am 23. April 1833 wurde die Kapelle zur Ehre des heiligen Thyrsos, des heiligen Palmatius, sowie des heiligen Märtyrers Donatus eingesegnet. Eine Glocke, den gleichen Märtyrern geweiht, hing im Dachreiter der Kapelle.
Anfang des 20. Jahrhunderts wuchs die Bevölkerung im Saarrevier aufgrund der aufblühenden Stahl- und Bergbauindustrie stark an und der Kirchenraum wurde auch in Landsweiler eng. Auf Initiative des Lebacher Pfarrers Johann Peter Dahmen wurde 1928/29 eine zweite Notkirche mit darüber liegendem Pfarrhaus nach Plänen der Mainzer Architekten Ludwig Becker und Anton Falkowski an der Straße „Zum Hangenberg“ errichtet. Mit dem Bau einer eigenen Pfarrkirche wurde dann 1951 begonnen. Der Saarwellinger Architekt Toni Laub zeichnete für die Pläne verantwortlich. Am 15. August 1953 wurde die Pfarrkirche eingeweiht und unter das Patrozinium des heiligen Donatus gestellt. Im Jahr 1961 wurde an der Westecke des Kirchenschiffs ein frei stehender Kirchturm mit Zeltdach errichtet.
Im Jahr 2006 wurde die Kirche umfassend saniert.

## Architektur
Die Saalkirche mit vorgelagertem kleinem Portikus besitzt ein langgezogenes hohes Kirchenschiff mit einem eingezogenen Rechteckchor. Neben der Kirche steht ein frei stehender Turm mit quadratischem Grundriss. Das runde Kirchenfenster an der Stirnseite des Chores zeigt eine Szene aus dem Alten Testament (Das Opfer des Melchisedek). Entworfen und hergestellt wurde es von dem Elsässer Glasmaler Tristan Ruhlmann aus Hagenau. Die rundbogigen Kirchenfenster in den Seitenwänden wurden 1966 nach Entwürfen des Trierer Kunstmalers Walter Bettendorf geschaffen.

## Ausstattung
Altar, Taufbecken, Ambo und eine Kreuzigungsgruppe mit überlebensgroßen Figuren aus afrikanischem Edelholz wurden 1954 von dem Bildhauer Ernst Brauner geschaffen.

## Orgel
Die Orgel wurde 1966 von Ernst Seifert Orgelbau aus Bergisch Gladbach erbaut und am 3. Juli 1966 geweiht. Spieltraktur und Registertraktur sind elektropneumatisch.
| I Hauptwerk C–g3 |             |       |
| 1.               | Quintade    | 16′   |
| 2.               | Prinzipal   | 8′    |
| 3.               | Rohrflöte   | 8′    |
| 4.               | Oktave      | 4′    |
| 5.               | Koppelflöte | 4′    |
| 6.               | Nasat       | 2 ⁄3′ |
| 7.               | Schwiegel   | 2′    |
| 8.               | Mixtur V–VI | 1 ⁄3′ |
| 9.               | Trompete    | 8′    |

| II Brüstungspositiv C–g3 |                |                |
| 10.                      | Offenflöte     | 8′             |
| 11.                      | Salicional     | 8′             |
| 12.                      | Prinzipal      | 4′             |
| 13.                      | Nachthorn      | 4′             |
| 14.                      | Flageolett     | 2′             |
| 15.                      | Sesquialter II | 2 ⁄3′ + 1 3⁄5′ |
| 16.                      | Scharff IV     | 1′             |
| 17.                      | Rohrschalmey   | 8′             |
|                          | Tremolo        |                |

| Pedal C-f1 |                  |         |
| 18.        | Subbaß           | 16′     |
| 19.        | Quintade         | 16′     |
| 20.        | Oktavbaß         | 8′      |
| 21.        | Gedecktbaß       | 8′      |
| 22.        | Choralbaß II     | 4′ + 2′ |
| 23.        | Rauschbaß III–IV |         |
| 24.        | Posaune          | 16′     |

- Koppeln: I/I, II/I (Sub), I/P, II/P
- Spielhilfen: 2 freie Kombinationen, 1 freie Pedalkombination, Tutti, Alles Ab, Zungengeneralabsteller, Zungeneinzelabsteller, 16′ Ab, Crescendotritt